# Johanna Welin

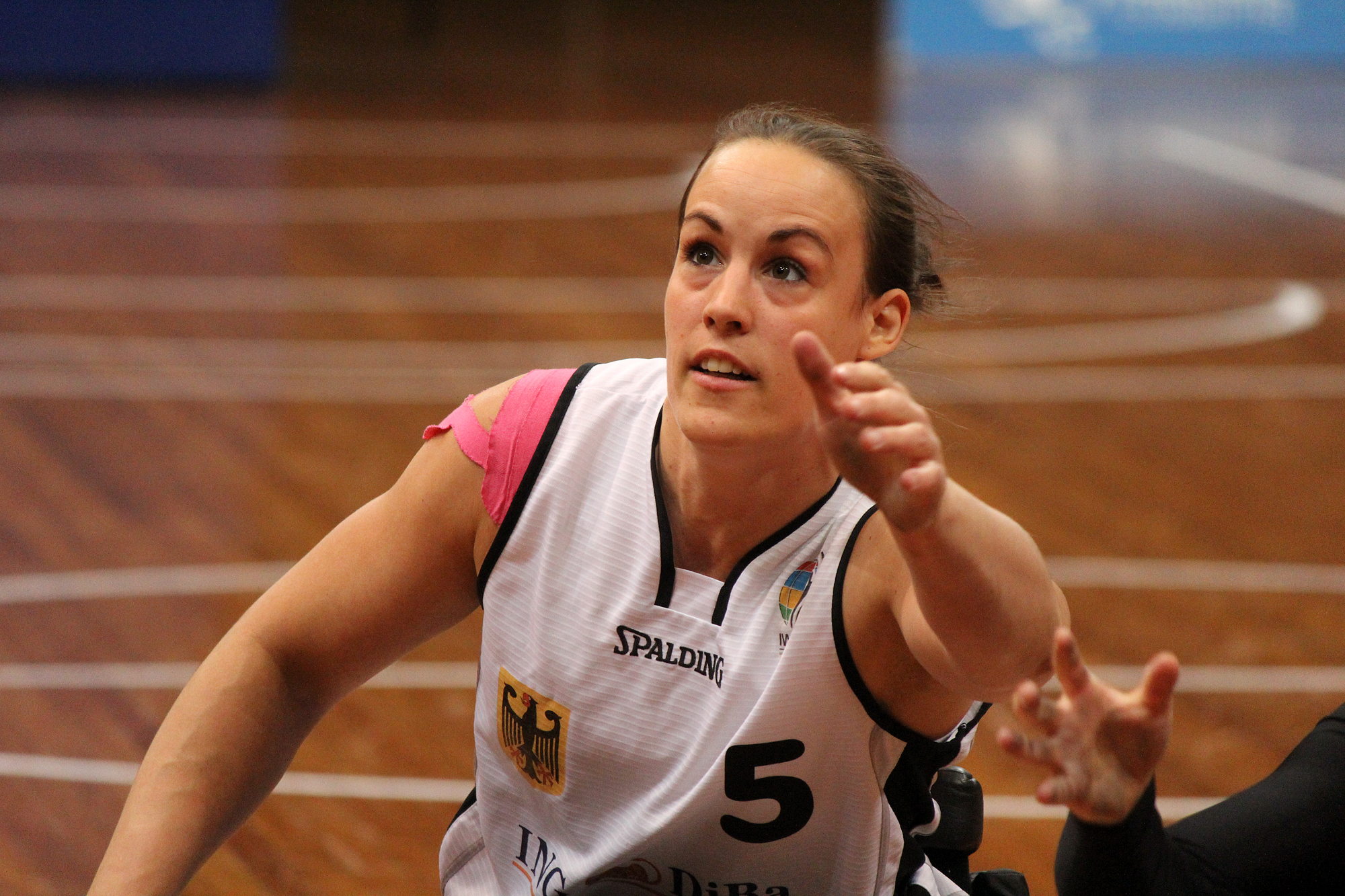
Welin bei einem Spiel gegen die japanische Frauennationalmannschaft.

Johanna Welin (* 24. Juni 1984 in Pajala, Schweden) ist eine deutsche Rollstuhlbasketballspielerin. Sie spielt momentan in der 2. Rollstuhlbasketball-Bundesliga Süd für die München Iguanas. Mit der Damennationalmannschaft nahm sie an den Sommer-Paralympics 2012 in London teil und gewann dort die Goldmedaille. Für ihre Leistungen wurde sie gemeinsam mit der Mannschaft von Bundespräsident Joachim Gauck mit dem Silbernen Lorbeerblatt ausgezeichnet.

## Leben
Johanna Welin wurde am 24. Juni 1984 in Pajala, nahe der Grenze zu Finnland, in Schweden geboren. Sie spielte Fußball für den Töreboda IK und ging im Winter intensiv dem Snowboardsport nach. Bei einem Wettbewerb im Januar 2004 in Göteborg verletzte sie sich schwer und blieb als Folge von der Hüfte abwärts gelähmt. Als Resultat begann sie mit dem Rollstuhlbasketball, den sie zunächst beim GRBK Göteborg in Schweden spielte. Für ein Germanistikstudium ging sie für zwei Semester nach Innsbruck, wo es zu dieser Zeit kein eigenes Rollstuhlbasketballteam gab. Sie begann daher für die, zunächst zweite, Mannschaft des USC München zu spielen. Dort fiel sie dem Nationaltrainer der deutschen Rollstuhlbasketballmannschaft auf, der sie nach ihrem Interesse, für die deutsche Mannschaft zu spielen fragte. Welin nahm daraufhin die deutsche Staatsbürgerschaft an und gewann bei den Europameisterschaften 2011 in Nazareth, Israel die Goldmedaille.
Im Juni 2012 wurde sie für die Sommer-Paralympics in London nominiert, wo die Damenmannschaft nach einem Finalspiel gegen die Nationalmannschaft Australiens zum ersten Mal in der Geschichte der Paralympics die Goldmedaille im Damenrollstuhlbasketball gewann. Im Anschluss erhielt die Mannschaft für ihre Leistungen erhielt die Mannschaft das Silberne Lorbeerblatt durch Bundespräsident Joachim Gauck verliehen. Im Februar 2013 trug sie sich in das Goldene Buch der Stadt München ein.
Momentan studiert sie in München Medizin.